# Forel-sur-Lucens
Forel-sur-Lucens är en ort i kommunen Lucens i kantonen Vaud i Schweiz. Den ligger cirka 27 kilometer nordost om Lausanne. Orten har cirka 162 invånare (2020).
Orten var före den 1 januari 2017 en egen kommun, men inkorporerades då tillsammans med Brenles, Chesalles-sur-Moudon, Cremin och Sarzens in i kommunen Lucens.